# لرتسینگ ۱۶۴۱۸
سیارک ۱۶۴۱۸ (به انگلیسی: 16418 Lortzing، نامگذاری:1987SD10) شانزده هزار و چهارصد و هجدهمین سیارک کشف شده‌است که در ۲۹ سپتامبر ۱۹۸۷ کشف شد.
قدر مطلق سیارک برابر ۱۴٫۵۰ است.